# 梁勇基
梁 勇基（リャン ヨンギ、朝: 량 용기、1982年1月7日 - ）は、大阪府泉北郡忠岡町出身の元プロサッカー選手。現役時代のポジションはミッドフィールダー（MF）。在日朝鮮人で元北朝鮮代表。現在はベガルタ仙台のクラブコーディネーターを務める。

## 来歴
高卒でのJリーグ入りを目指したが外国籍枠の制限によって断念。「外国籍扱いしない選手」（いわゆる「在日枠」）選手としての認定を受けるために日本の大学への進学を決め、2000年に阪南大学へ進学してサッカー部に所属した。
大学での活躍が認められ、ジェフユナイテッド市原への内定が見込まれていたが、市原は在日枠選手として金位漫を登録していたため破談。その後、2004年2月に川崎フロンターレのキャンプに参加したものの、ここでも契約には至らなかった。Jリーグを諦めて韓国・Kリーグ入りを目指そうと渡航及び国籍変更手続きの準備をしていたとき、J2へ降格したばかりのベガルタ仙台を高校時代の監督から紹介され、テスト生として入団し、プロ契約に至った。1年目からチームの即戦力として起用されるようになり、この年はリーグ戦32試合に出場。翌2005年にはレギュラーとして完全に定着し、2007年以降は5年連続でリーグ戦全試合出場を果たしている。2008年、2009年はチームの主将も務めた（2013年は共同主将の一人として再び主将に就任した）。
2011年3月29日に開催された「東北地方太平洋沖地震復興支援チャリティーマッチ」では、日本国籍以外の選手としてはただ一人、Jリーグの選抜チームである「Jリーグ TEAM AS ONE」のメンバーに選出され、サッカー日本代表と対戦した。
2018年4月28日の対北海道コンサドーレ札幌戦（ユアテックスタジアム仙台）でJリーグ通算500試合出場を達成した。
2019年12月28日、契約満了による退団を発表。
2020年1月8日、サガン鳥栖入りを発表。
2022年1月5日、ベガルタ仙台への完全移籍での復帰が発表された。
2023年12月18日、現役引退が発表された。引退後はベガルタ仙台のクラブコーディネーターに就任した。
2025年3月25日、ベガルタ仙台での現職を継続しながら、アイリスオーヤマサッカー部「IRIS.F.C」のヘッドコーチに就任することが発表された。

## 代表歴
朝鮮民主主義人民共和国（北朝鮮）代表にもたびたび招集されており、2008年の東アジア選手権や2010 FIFAワールドカップ・アジア3次予選にも出場した。しかし、守備的戦術を採り体力と競り合いの強さを重視する代表の中で持ち味の攻撃的センスを発揮することは難しく、また、2部リーグでプレーしていることでも軽んじられたため、重用されることはなかった。2009年に北朝鮮代表が東アジア選手権予選で敗退した際、出場していた同じ在日朝鮮人の鄭大世が梁を待望するコメントを出している。
北朝鮮代表が44年ぶりのW杯に挑む2010年、いわゆるBチームではあるが代表に2年ぶりに招集され、AFCチャレンジカップ2010優勝に貢献。大会得点王及びMVPを獲得した。同年5月には2010 FIFAワールドカップの北朝鮮代表候補（24名）に選出されたが、予備登録締め切り日までに手続きが遅れた影響で予備登録メンバーにも登録されず、直前合宿に参加したものの最終エントリーメンバーに残れなかった。金正勳監督に対し梁のメンバー入りを強く主張していた在日本朝鮮人蹴球協会の李康弘理事長は、選手枠に空きが無いならと役員枠での帯同を要求し、事実上のサポートメンバーとして引続き同代表に帯同した。
同年12月24日にはAFCアジアカップ2011の北朝鮮代表に選出され、グループリーグ全3試合に出場した（うち2試合で先発）。2011年は2014 FIFAワールドカップ・アジア3次予選の北朝鮮代表に選出。日本戦（アウェイのみ）にも出場したが、同予選では特に目立った活躍はできず、チームも最終予選に進めなかった。
2014年12月16日、AFCアジアカップ2015の北朝鮮代表に選出され、グループリーグ全3試合に先発出場。第2戦のサウジアラビア戦では先制点を挙げた。

## エピソード
- J2の連続試合出場記録（145）を持っている。仙台のJ1昇格後も連続試合出場を2シーズン続けていたが、2012年2月のタイ遠征で右膝を傷めJ1開幕戦に出場できず、ディビジョンをまたいでのJリーグ連続試合出場記録は「213」でストップした[15]。
- 高級学校時代、成績は学年でトップクラスだったが、阪南大学でサッカーをするために同大学へ進学した[16]。
- 好きなお笑い芸人は宮川大輔[16]。
- 2012年10月16日から11月13日まで、火曜日に4回に渡って朝日新聞スポーツ面でコラム「継続力」を連載した。
- サッカー選手の高慶汰ははとこにあたる[17]。

## 所属クラブ
- 泉州朝鮮初級学校
- 南大阪朝鮮中級学校[注 3]
- 大阪朝鮮高級学校
- 阪南大学
- 2004年 - 2019年  ベガルタ仙台
- 2020年 - 2021年  サガン鳥栖
- 2022年 - 2023年  ベガルタ仙台

## 個人成績
| 国内大会個人成績 | 国内大会個人成績 | 国内大会個人成績 | 国内大会個人成績 | 国内大会個人成績 | 国内大会個人成績 | 国内大会個人成績 | 国内大会個人成績 | 国内大会個人成績 | 国内大会個人成績 | 国内大会個人成績 | 国内大会個人成績 |
| 年度             | クラブ           | 背番号           | リーグ           | リーグ戦         | リーグ戦         | リーグ杯         | リーグ杯         | オープン杯       | オープン杯       | 期間通算         | 期間通算         |
| 年度             | クラブ           | 背番号           | リーグ           | 出場             | 得点             | 出場             | 得点             | 出場             | 得点             | 出場             | 得点             |
| 日本             | 日本             | 日本             | 日本             | リーグ戦         | リーグ戦         | リーグ杯         | リーグ杯         | 天皇杯           | 天皇杯           | 期間通算         | 期間通算         |
| ---------------- | ---------------- | ---------------- | ---------------- | ---------------- | ---------------- | ---------------- | ---------------- | ---------------- | ---------------- | ---------------- | ---------------- |
| 2000             | 阪南大           |                  | -                | -                | -                | -                | -                | 2                | 1                | 2                | 1                |
| 2003             | 阪南大           | 14               | -                | -                | -                | -                | -                | 2                | 1                | 2                | 1                |
| 2004             | 仙台             | 30               | J2               | 32               | 2                | -                | -                | 2                | 0                | 34               | 2                |
| 2005             | 仙台             | 30               | J2               | 39               | 6                | -                | -                | 1                | 0                | 40               | 6                |
| 2006             | 仙台             | 10               | J2               | 42               | 4                | -                | -                | 1                | 0                | 43               | 4                |
| 2007             | 仙台             | 10               | J2               | 48               | 8                | -                | -                | 1                | 0                | 49               | 8                |
| 2008             | 仙台             | 10               | J2               | 42               | 13               | -                | -                | 0                | 0                | 42               | 13               |
| 2009             | 仙台             | 10               | J2               | 51               | 14               | -                | -                | 4                | 1                | 55               | 15               |
| 2010             | 仙台             | 10               | J1               | 34               | 11               | 3                | 0                | 0                | 0                | 37               | 11               |
| 2011             | 仙台             | 10               | J1               | 34               | 4                | 3                | 0                | 1                | 0                | 38               | 4                |
| 2012             | 仙台             | 10               | J1               | 27               | 3                | 5                | 1                | 1                | 0                | 33               | 4                |
| 2013             | 仙台             | 10               | J1               | 30               | 4                | 2                | 0                | 4                | 1                | 36               | 5                |
| 2014             | 仙台             | 10               | J1               | 33               | 2                | 5                | 0                | 1                | 0                | 39               | 2                |
| 2015             | 仙台             | 10               | J1               | 33               | 3                | 5                | 1                | 3                | 0                | 41               | 4                |
| 2016             | 仙台             | 10               | J1               | 26               | 0                | 1                | 0                | 0                | 0                | 27               | 0                |
| 2017             | 仙台             | 10               | J1               | 24               | 2                | 1                | 0                | 1                | 0                | 26               | 2                |
| 2018             | 仙台             | 10               | J1               | 14               | 0                | 3                | 0                | 2                | 0                | 19               | 0                |
| 2019             | 仙台             | 10               | J1               | 13               | 0                | 7                | 1                | 2                | 0                | 22               | 1                |
| 2020             | 鳥栖             | 50               | J1               | 22               | 0                | 2                | 0                | -                | -                | 24               | 0                |
| 2021             | 鳥栖             | 50               | J1               | 7                | 0                | 1                | 0                | 0                | 0                | 8                | 0                |
| 2022             | 仙台             | 10               | J2               | 15               | 0                | -                | -                | 1                | 0                | 16               | 0                |
| 2023             | 仙台             | 10               | J2               | 11               | 0                | -                | -                | 2                | 0                | 13               | 0                |
| 通算             | 日本             | 日本             | J1               | 297              | 29               | 39               | 3                | 15               | 1                | 351              | 33               |
| 通算             | 日本             | 日本             | J2               | 280              | 47               | -                | -                | 12               | 1                | 292              | 48               |
| 通算             | 日本             | 日本             | 他               | -                | -                | -                | -                | 4                | 2                | 4                | 2                |
| 総通算           | 総通算           | 総通算           | 総通算           | 577              | 76               | 39               | 3                | 31               | 4                | 647              | 83               |

| 国際大会個人成績 | 国際大会個人成績 | 国際大会個人成績 | 国際大会個人成績 | 国際大会個人成績 |
| 年度             | クラブ           | 背番号           | 出場             | 得点             |
| AFC              | AFC              | AFC              | ACL              | ACL              |
| ---------------- | ---------------- | ---------------- | ---------------- | ---------------- |
| 2013             | 仙台             | 10               | 5                | 1                |
| 通算             | AFC              | AFC              | 5                | 1                |

その他の公式戦
- 2008年
  - J1・J2入れ替え戦 2試合1得点

- Jリーグ初出場 - 2004年4月11日 サガン鳥栖戦
- Jリーグ初得点 - 2004年6月12日 京都パープルサンガ戦

## 代表歴

### 出場大会
- 東アジアサッカー選手権2008
- 2010 FIFAワールドカップ・アジア予選
- AFCチャレンジカップ2010（スリランカ）
- AFCアジアカップ2011 （カタール）
- 東アジアカップ2013 予選2次ラウンド（韓国）
- AFCアジアカップ2015 （オーストラリア）
- AFCアジアカップ2019・3次予選

### 試合数
- 国際Aマッチ 26試合 7得点（2008年-2017年）[18]

| 北朝鮮代表 | 国際Aマッチ | 国際Aマッチ |
| 年         | 出場        | 得点        |
| ---------- | ----------- | ----------- |
| 2008       | 2           | 0           |
| 2009       | 1           | 0           |
| 2010       | 7           | 5           |
| 2011       | 9           | 0           |
| 2012       | 3           | 1           |
| 2015       | 3           | 1           |
| 2017       | 1           | 0           |
| 通算       | 26          | 7           |

### 代表での得点
| #  | 年月日         | 開催場所                   | 対戦相手         | スコア | 結果 | 大会名                            |
| -- | -------------- | -------------------------- | ---------------- | ------ | ---- | --------------------------------- |
| 1. | 2010年2月17日  | スリランカ, コロンボ       | トルクメニスタン | 1–1    | 1–1  | AFCチャレンジカップ2010           |
| 2. | 2010年2月21日  | スリランカ, コロンボ       | インド           | 1–0    | 3–0  | AFCチャレンジカップ2010           |
| 3. | 2010年2月21日  | スリランカ, コロンボ       | インド           | 3–0    | 3–0  | AFCチャレンジカップ2010           |
| 4. | 2010年2月27日  | スリランカ, コロンボ       | トルクメニスタン | 1–1    | 1–1  | AFCチャレンジカップ2010           |
| 5. | 2010年12月31日 | カタール, ドーハ           | カタール         | 1–0    | 1–0  | 親善試合                          |
| 6. | 2012年12月9日  | 香港                       | 香港             | 2–0    | 4–0  | 東アジアカップ2013予選2次ラウンド |
| 7. | 2015年1月14日  | オーストラリア, メルボルン | サウジアラビア   | 1–0    | 1–4  | AFCアジアカップ2015               |

## タイトル
朝鮮民主主義人民共和国代表
- AFCチャレンジカップ：2回（2010、2012）
- AFCチャレンジカップ得点王：1回（2010）
- AFCチャレンジカップ最優秀選手(MVP)：1回（2010）

個人
- Jリーグアウォーズフェアプレー個人賞：1回（2011）
- Jリーグ優秀選手賞：1回（2012）
- Jリーグ月間ベストゴール（2015）